# Vicopisano
Vicopisano is een gemeente in de Italiaanse provincie Pisa (regio Toscane) en telt 8032 inwoners (31-12-2004). De oppervlakte bedraagt 26,9 km², de bevolkingsdichtheid is 299 inwoners per km².
De volgende frazioni maken deel uit van de gemeente: San Giovanni alla Vena, Uliveto Terme, Caprona, Lugnano en Cucigliana.

## Demografie
Vicopisano telt ongeveer 3089 huishoudens. Het aantal inwoners steeg in de periode 1991-2001 met 4,3% volgens cijfers uit de tienjaarlijkse volkstellingen van ISTAT.
| Jaar | Inwoneraantal |
| ---- | ------------- |
| 1991 | 7584          |
| 2001 | 7907          |

## Geografie
De gemeente ligt op ongeveer 12 m boven zeeniveau.
Vicopisano grenst aan de volgende gemeenten: Bientina, Buti, Calci, Calcinaia, Cascina en San Giuliano Terme.

## Externe link

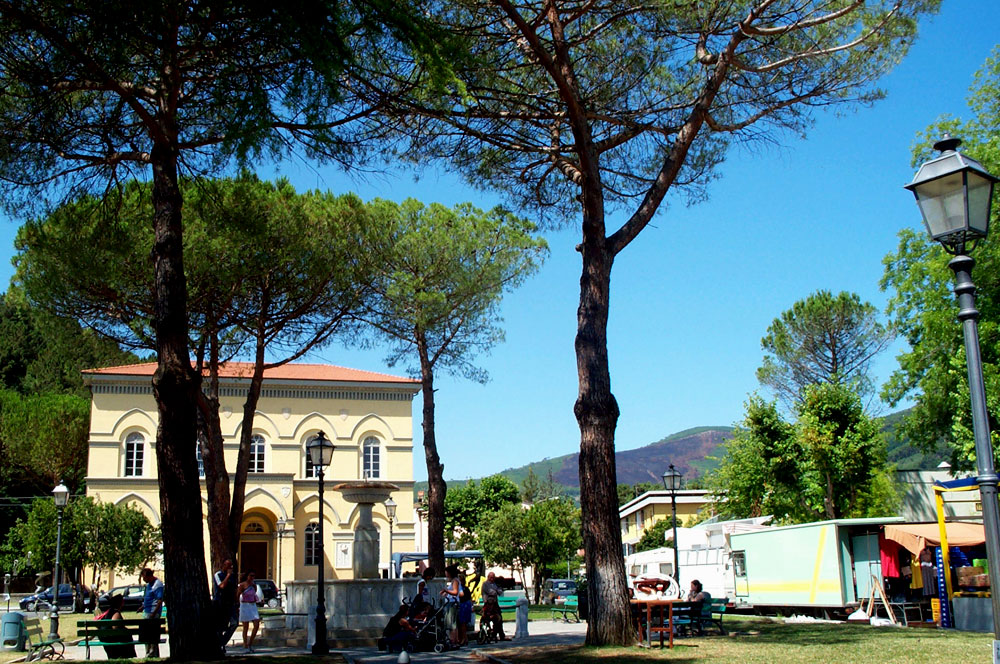
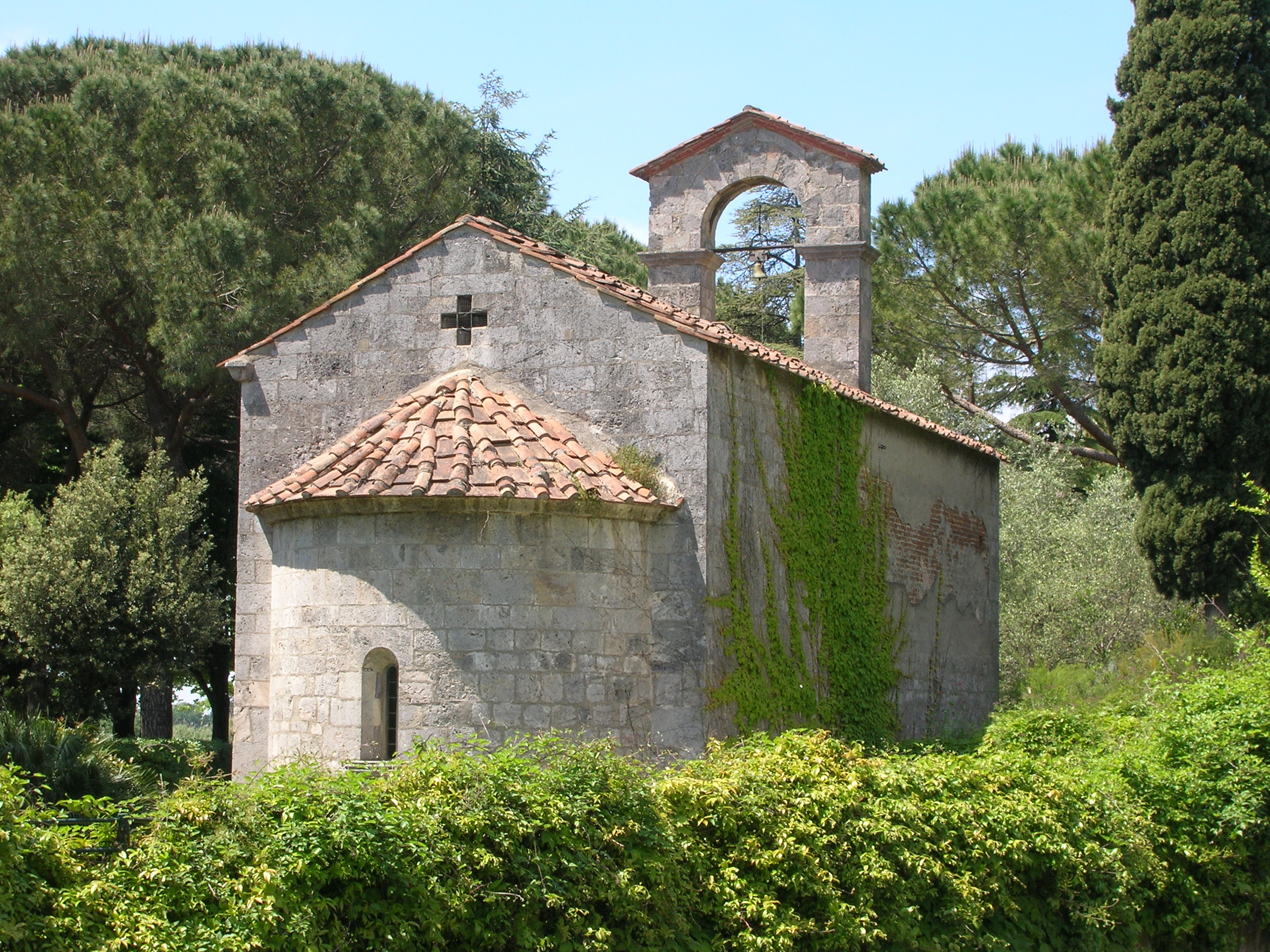
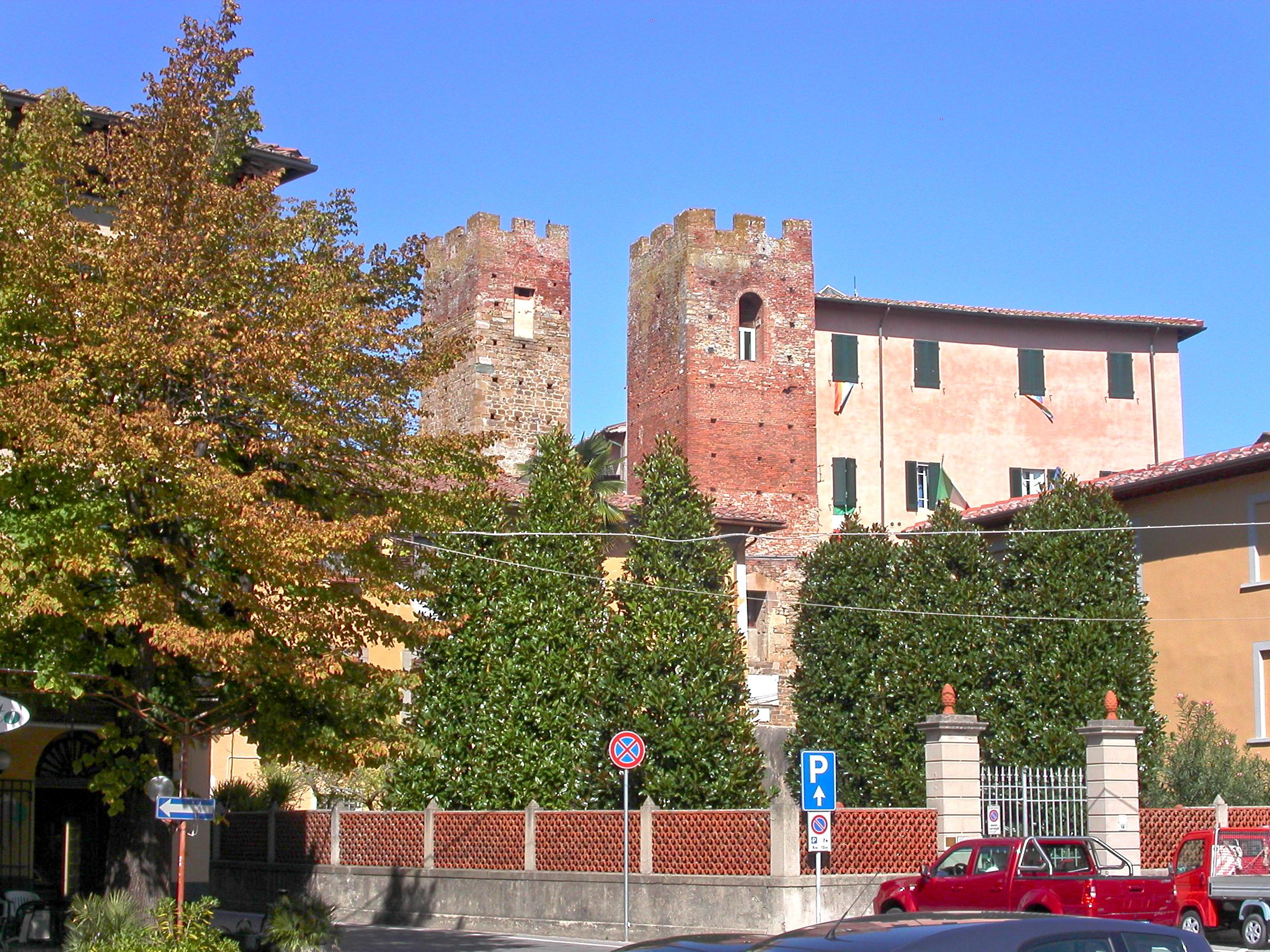
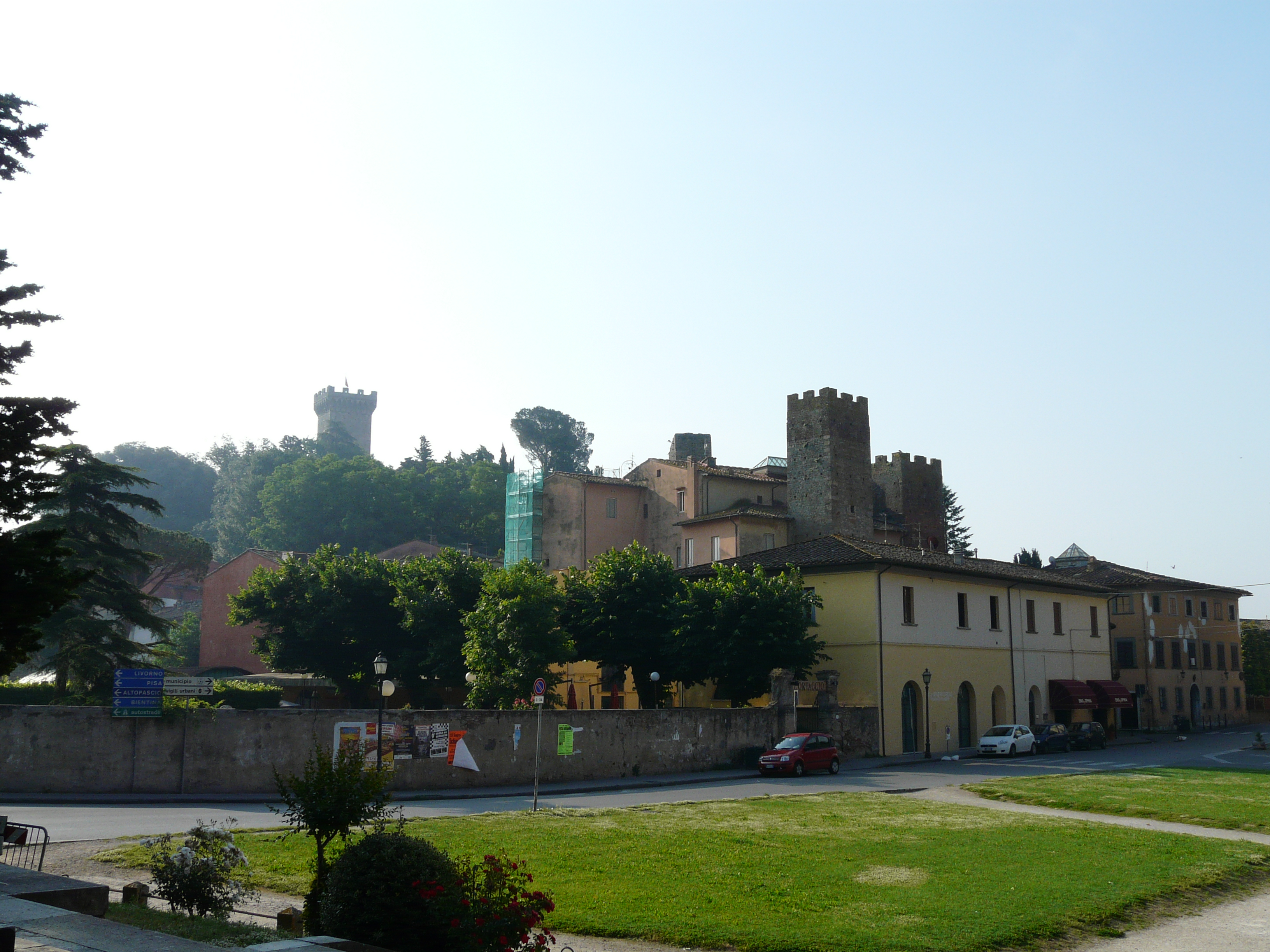
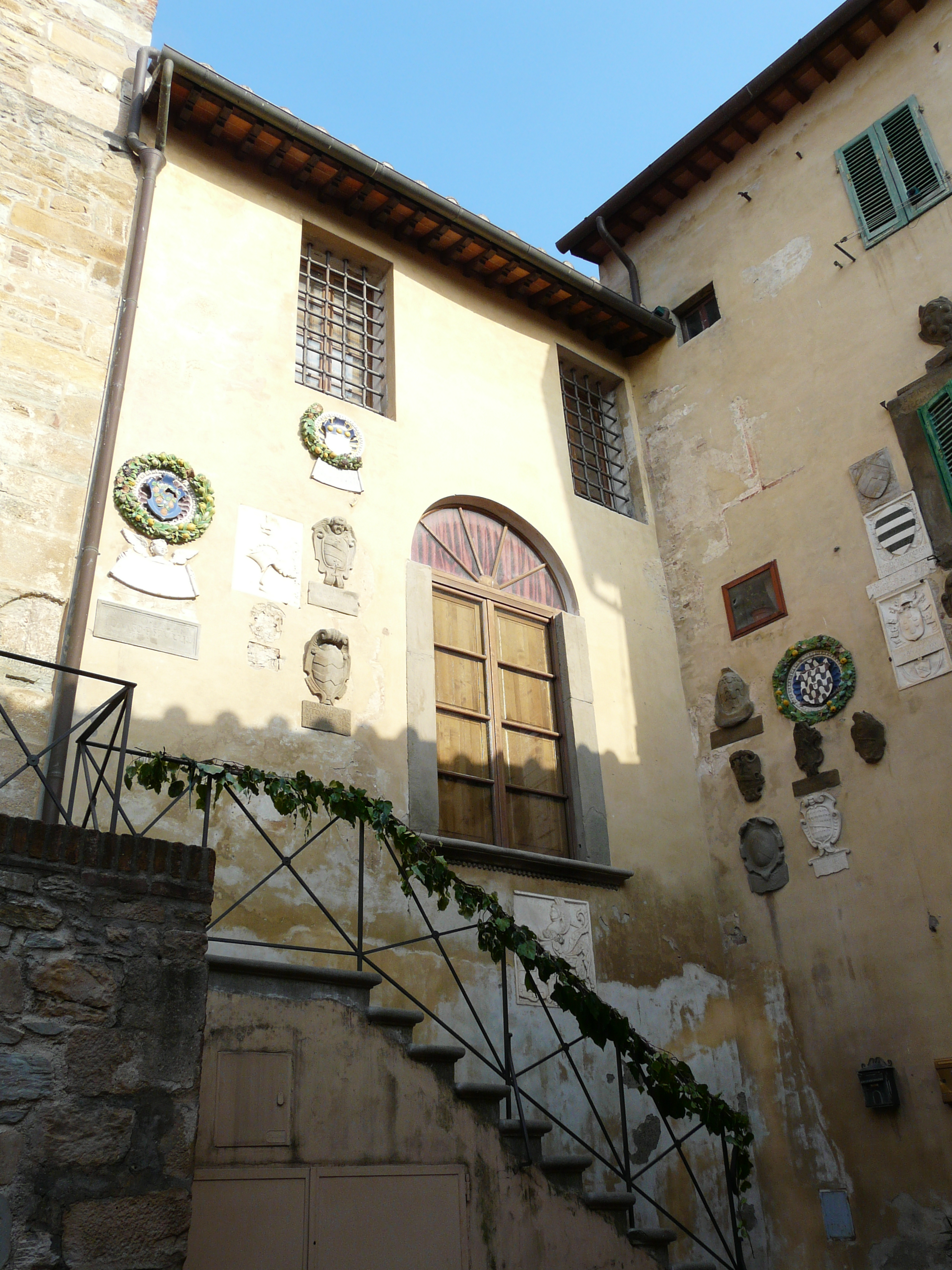
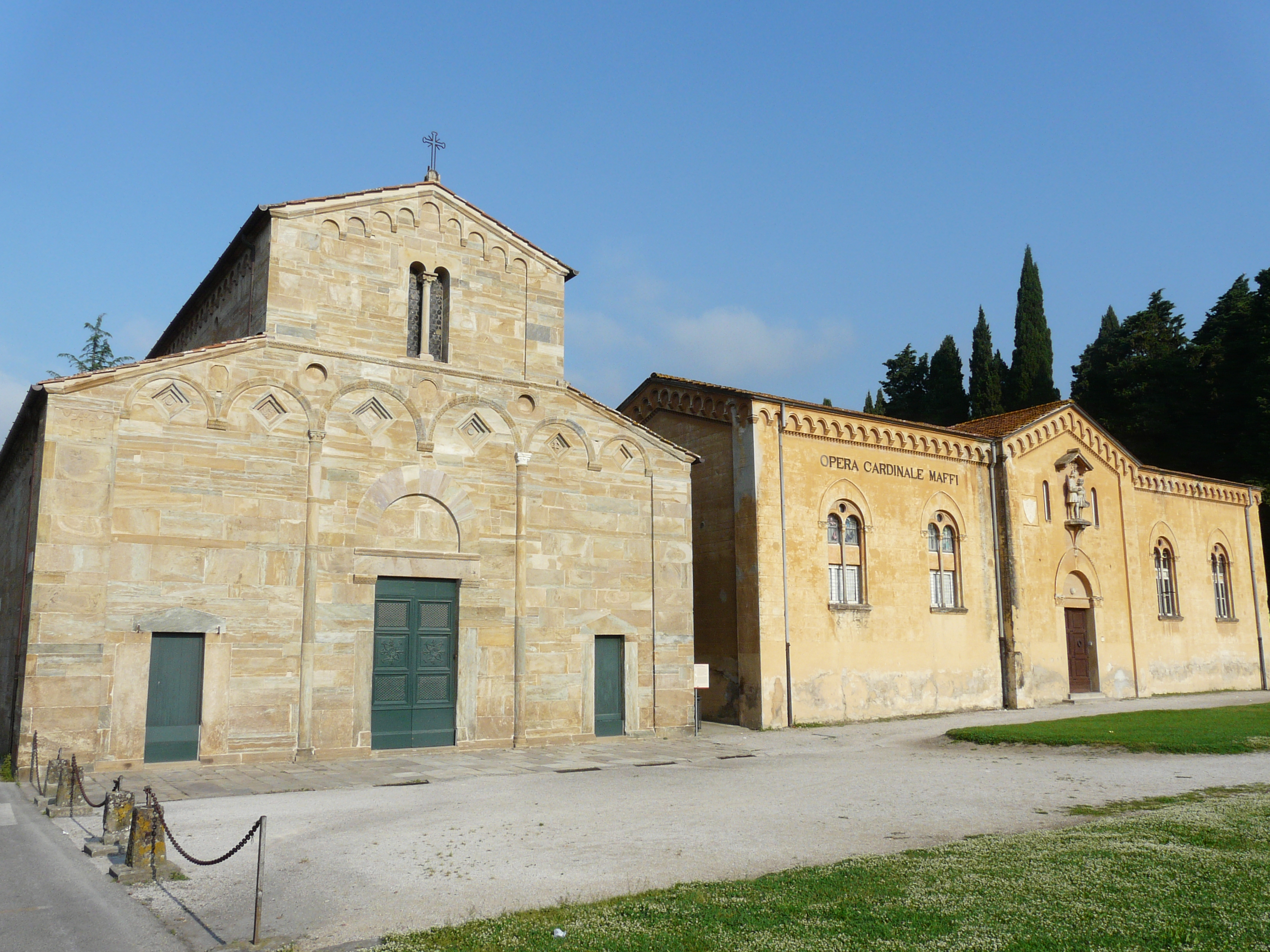
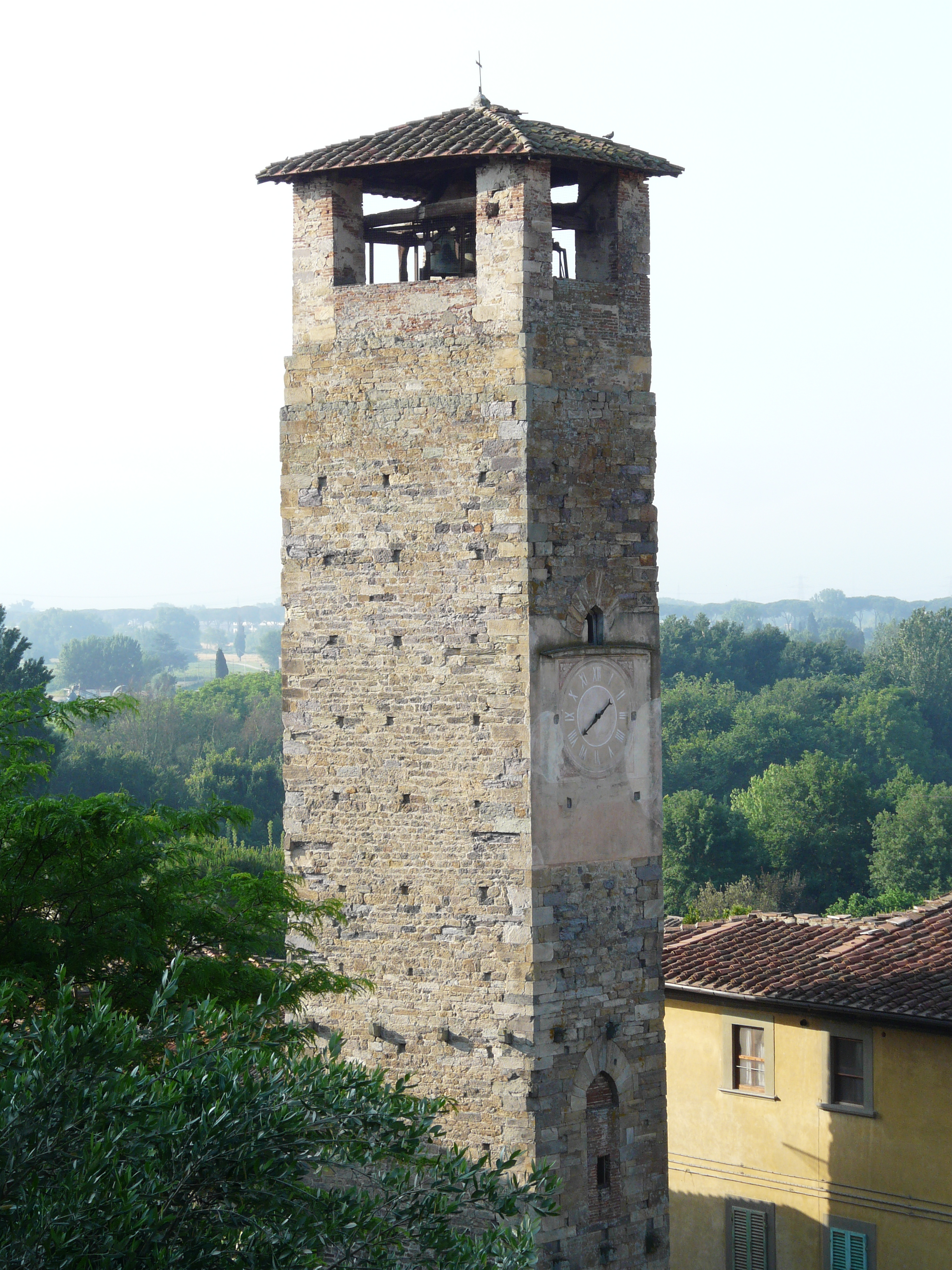